# منطقة بلوامة
منطقة بلوامة هي مقاطعة في الهند، تقع في جامو وكشمير، بلغ عدد سكانها 560,440  نسمة وذلك حسب إحصائيات سنة 2011، وبلغ عدد سكان المدن 80,462  نسمة في 2011، وبلغ عدد سكان الريف 479,978  نسمة في 2011، عاصمتها بلوامة، تبلغ مساحتها 1,398 كيلومتر مربع.

## الموقع
تشترك في الحدود مع:
- Shopian district [الإنجليزية]‏
- Srinagar district [الإنجليزية]‏.